# Функциональная диагностика
Функциона́льная диагно́стика — обобщённое название функциональных методов исследования, которые широко применяются с целью раннего выявления патологии, дифференциальной диагностики различных заболеваний и контроля эффективности лечебно-оздоровительных мероприятий. Также «функциональная диагностика» является названием медицинской специальности в учреждениях здравоохранения.

## Общие сведения
С помощью методов функциональной диагностики исследуется состояние сердечно-сосудистой системы; центральной, периферической и вегетативной нервной системы; функции внешнего дыхания; пищеварительной системы; эндокринной системы; органов кроветворения. Особое значение приобретают и полифункциональные исследования.
Функциональная диагностика является составной частью основных направлений клинической медицины — терапии, хирургии, педиатрии, а также узких специальностей — кардиологии, гастроэнтерологии, пульмонологии, неврологии, нейрохирургии, ангиологии, акушерства и др.
В проведении функциональных проб важное место отводится анализу вариабельности сердечного ритма.
Рабочее место врача функциональной диагностики может находиться как в отделении функциональной диагностики, так и в диагностических кабинетах клинических отделений стационаров и высокотехнологичных центров. Кроме того, он участвует в составе скрининговых и диспансерных бригад, проводя исследования среди больших групп условно здорового населения. Использует результаты инструментальных исследований и функциональные пробы.

## Функциональная диагностика в России
С 1992 в России издаётся специализированный профессиональный рецензируемый журнал по проблемам функциональной диагностики.
В 1993 году в лечебно-профилактических учреждениях России насчитывалось 10,7 тыс. отделений функциональной диагностики, в которых ежегодно проводилось около 60 млн исследований.
Врач функциональной диагностики в России должен иметь сертификат по специальности «функциональная диагностика». Положение об отделе, отделении, кабинете функциональной диагностики, а также квалификационные требования к врачу — специалисту функциональной диагностики были введены Приказом Минздрава России от 30.11.1993 № 283.
В 1996 году была организована Общероссийская общественная организация «Российская ассоциация специалистов функциональной диагностики» (РАСФД) по инициативе группы специалистов функциональной диагностики медицинских учреждений России; членство в Ассоциации добровольное.
По данным президента РАСФД профессора РМАПО Н. Ф. Берестень, по состоянию на 2020 год сертификация врачей ФД на территории РФ составляет до 80 %, при этом квалификационный ранг специалистов представлен по категориям: 2-я — 10 %, 1-я — 21 %, высшая — 16 %.
Команда специалистов Первого МГМУ имени И.М. Сеченова разработала cистемe «Виртуальный пациент», которая позволяет за считанные минуты создать компьютерную модель пациента любого пола и возраста с любым заболеванием. Студентам медвузов она помогает отрабатывать практические навыки диагностики и лечения в ситуациях, максимально приближенных к реальности. А преподавателям и методистам дает возможность в режиме реального времени отслеживать, как обучающиеся справляются с заданиями, корректировать учебные планы, создавать новые учебные материалы, диагностические кейсы и тесты. «Виртуального пациента» уже используют в 8 медицинских университетах страны, а число зарегистрированных пользователей этой образовательной платформы превысило 1500 человек.